# Bellefonte (Pennsylvania)
Bellefonte is een plaats (borough) in de Amerikaanse staat Pennsylvania, en valt bestuurlijk gezien onder Centre County.

## Demografie
Bij de volkstelling in 2000 werd het aantal inwoners vastgesteld op 6395.
In 2006 is het aantal inwoners door het United States Census Bureau geschat op 6131, een daling van 264 (-4,1%).

## Geografie
Volgens het United States Census Bureau beslaat de plaats een oppervlakte van
4,7 km², geheel bestaande uit land. Bellefonte ligt op ongeveer 397 m boven zeeniveau.

## Plaatsen in de nabije omgeving
De onderstaande figuur toont nabijgelegen plaatsen in een straal van 12 km rond Bellefonte.

## Geboren
- Andrew Gregg Curtin (1817-1894), gouverneur van Pennsylvania (1861-1867)
- Jonathan Frakes (1952), acteur en regisseur
- Jeff VanderMeer (1968), auteur, uitgever en literair criticus